# Meio passagem
 (novembre 2019).
Le meio passagem ("demi-passage", en portugais) est un mouvement de déplacement en capoeira qui consiste à faire un meio rolê en se tournant vers un côté en écartant les deux jambes en même temps, puis de revenir face à l'adversaire en refaisant le mouvement inverse (en appui sur la même jambe).
Cette technique peut servir à esquiver une attaque ou bloquer le déplacement de l'adversaire et peut être utilisée dans tout type de jeu.